# Paphiopedilum bellatulum
Paphiopedilum bellatulum (Rchb.f.) Stein, 1892  è una pianta della famiglia delle Orchidacee.

## Descrizione
È un'orchidea di piccole dimensioni che cresce terricola nelle spaccature nelle rocce, dove si raccoglie humus proveniente da foglie in decomposizione e muschio. È costituita da un ciuffo di quattro o cinque foglie oblunghe oppure ellittiche ad apice arrotondato, verde chiaro con screziature in verde scuro nella pagina superiore e maculate di porpora in quella inferiore. La fioritura avviene in primavera - estate con un unico fiore su un breve stelo pubescente, di colore viola scuro e ricoperto da una brattea floreale. I fiori sono grandi mediamente 6 centimetri e sono di colore bianco con macchie purpuree sia nei petali che nei sepali che nel labello sacciforme.

## Distribuzione e habitat
La specie è originaria dello stato indiano di Assam, di Myanmar, Thailandia e della provincia cinese di Yunnan, dove cresce terricola, da 300 a 1600 metri di quota.

## Coltivazione
Questa pianta richiede irrigazioni e fertilizzazioni per tutto l'anno, in terreno fertile. Gradisce temperature elevate ed esposizione all'ombra, temendo la luce diretta del sole.